# Закон Дальтона-Рауля
Закон Дальтона-Рауля (рос. закон Дальтона-Рауля; англ. Dalton-Raoult's law; нім. Daltonsches und Raoultsches Gesetz n) — парціальний тиск і-го компонента в паровій фазі дорівнює парціальному тиску цього ж компонента в рідинній фазі.
Об'єднаний закон Дальтона-Рауля про рівновагу фаз формулюється так: в стані рівноваги парціальний тиск будь-якого компонента у суміші в паровій (газовій) фазі рівний парціальному тиску пари того, же компонента над рідиною.